# Berothimerobius reticulatus
Berothimerobius reticulatus is een insect uit de familie van de Berothidae, die tot de orde netvleugeligen (Neuroptera) behoort. 
Berothimerobius reticulatus is voor het eerst wetenschappelijk beschreven door Monserrat & Deretsky in 1999.